# فيضانات شمال شرق الولايات المتحدة في يوليو 2023
في يوليو 2023، تسببت جولات متعددة من الأمطار الغزيرة في حدوث فيضانات سريعة مدمرة وهامة في شمال شرق الولايات المتحدة بدأت من 9 إلى 29 يوليو 2023. كانت الفيضانات ناجمة عن زخات أمطار وعواصف رعدية بطيئة الحركة أنتجت أمطارًا غزيرة وفيضانات على مناطق كانت مشبعة بالفعل بالأمطار التي حدثت قبل عدة أسابيع، وخاصة في مناطق شمال شرق ووسط الأطلسي. ومع ذلك، كانت الفيضانات السريعة الأكثر حدة وتدميرًا متركزة حول شمال نيو إنجلاند، خاصة فيرمونت ونيويورك حيث هطلت كميات واسعة من الأمطار بلغت 6 بوصة (150 مـم) في الولايتين من 9 إلى 11 يوليو. بالإضافة إلى ذلك، غمرت الفيضانات وسط مدينة مونتبيلير بولاية فيرمونت وتم إغلاق العديد من الطرق الحكومية نتيجة لذلك؛ وبلغت أعلى كمية لهطول الأمطار في هذا الحدث في بوتنام فالي، نيويورك، حيث بلغت 10.49 بوصة (266 مـم). عبر المناطق المتضررة، جرفت المياه العديد من الطرق والجسور وتم تنفيذ عشرات عمليات الإنقاذ المائي. تأثرت خدمات النقل بالأمطار الغزيرة والفيضانات، بما في ذلك قطارات أمتراك في نيويورك وفيرمونت ومترو أنفاق MBTA في بوسطن. تسببت الفيضانات السريعة في 12 حالة وفاة عبر عدة ولايات وأضرار بلغت قيمتها 2.2 مليار دولار. عرفت هذه الحادثة باسم "فيضانات فيرمونت الكبرى في 10-11 يوليو 2023" من قبل خدمة الطقس الوطنية في بيرلينغتون، فيرمونت بعد تأثيراتها الكبيرة في الولاية في التواريخ المحددة.

## التاريخ الجوي

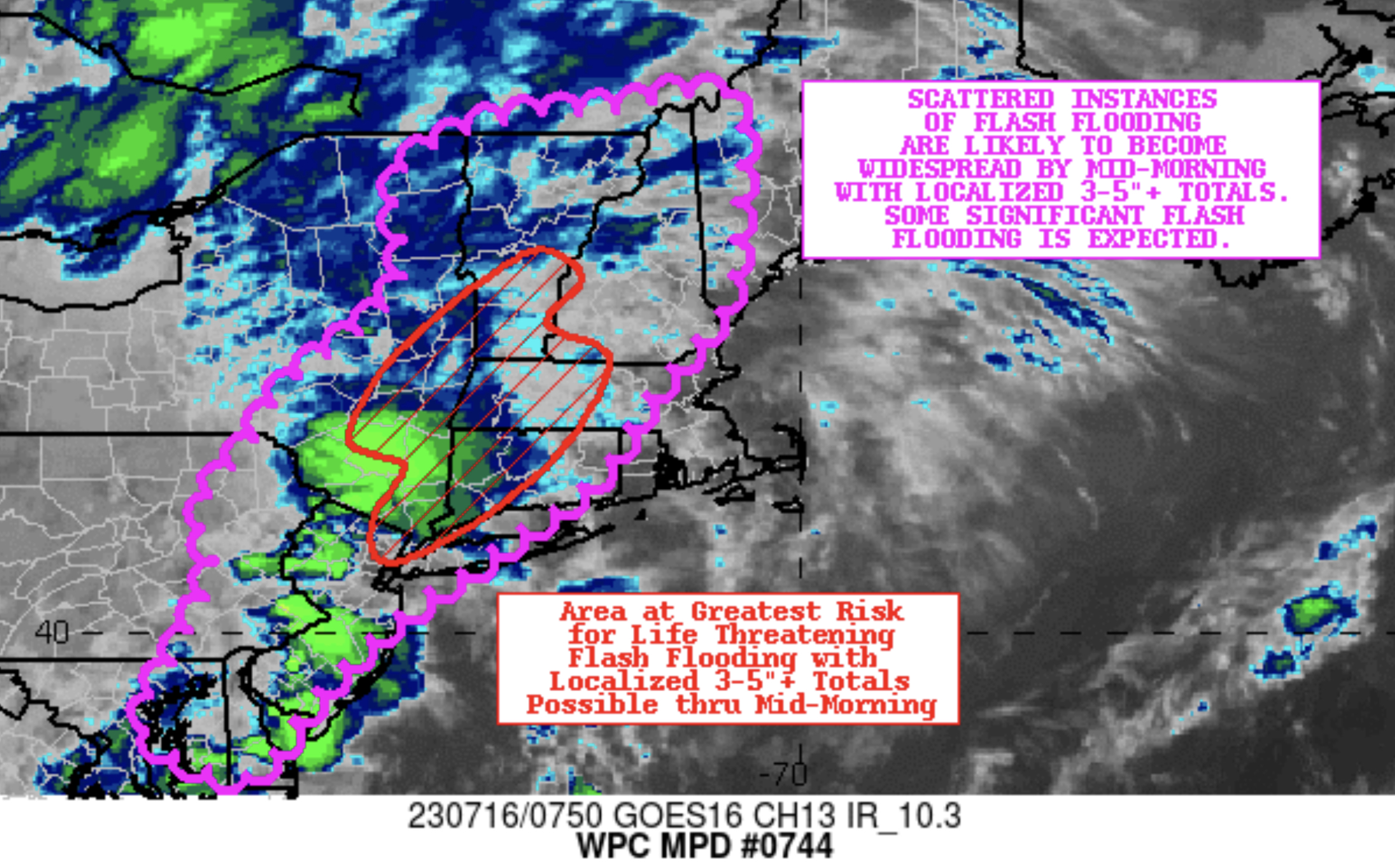
مناقشة على نطاق متوسط من مركز التنبؤ بالطقس تظهر خطر الفيضانات المفاجئة التي تهدد الحياة خلال 16 يوليو.

كانت المناطق التي شهدت الفيضانات في 10 يوليو مشبعة بالمياه نتيجة الأمطار الغزيرة التي هطلت خلال الأسابيع السابقة. وقد ساهمت الكمية الهائلة من الرطوبة التي انتقلت من المحيط الأطلسي إلى شمال شرق الولايات المتحدة في تفاقم الوضع، حيث أدت المياه الدافئة للمحيط إلى زيادة التبخر وتكوين المزيد من السحب الممطرة فوق إنجلترا الجديدة. تسببت العاصفة التي نتج عنها هطول أمطار غزيرة في تباطؤ حركتها فوق شمال شرق الولايات المتحدة بسبب وجود منطقة ضغط جوي مرتفع فوق جرينلاند، مما أدى إلى استمرار هطول الأمطار بغزارة.
في 16 يوليو تكررت الفيضانات المفاجئة بعد هطول أمطار غزيرة وعواصف رعدية بطيئة الحركة تطورت على طول جبهة باردة، حيث تحركت هذه العواصف بالتوازي مع تيار هوائي جنوبي غربي عميق، مما أدى إلى بطء حركتها. وقد ساهمت الطاقة الكامنة المتاحة للحمل الحراري غير المستقر، والتي بلغت حوالي 1500 جول/كيلوجرام، إلى جانب عدم الاستقرار المتوسط للحمل الحراري، الذي حافظ عليه التيار الجنوبي الغربي، في استمرار تطور الأمطار والعواصف الرعدية البطيئة الحركة. كما أن القيم العالية للمياه المترسبة، والتي بلغت حوالي 1.8 بوصة، قد ساهمت في تشكل الأمطار الغزيرة فوق أجزاء من شمال شرق الولايات المتحدة.
في 21 يوليو حدثت فيضانات مفاجئة إضافية نتيجة تلاقي منطقة ضغط منخفض مع زيادة في عدم الاستقرار، مما أدى إلى تطور عواصف رعدية أنتجت أمطارًا غزيرة فوق أجزاء من إنجلترا الجديدة. وقد ساهمت القيم العالية للمياه المترسبة، والتي تراوحت بين 1.5 و1.7 بوصة، في تهيئة الظروف المناسبة لتطور العواصف الرعدية الشديدة. كما أدت نفس قيم المياه المترسبة، إلى جانب بيئة رطبة غير مستقرة، وقيم عالية للطاقة الكامنة المتاحة للحمل الحراري، والتي بلغت حوالي 1500 جول/كيلوجرام، ونقاط ندى تراوحت بين 60 و70 درجة فهرنهايت، إلى تطور إضافي للعواصف الرعدية في التاسع والعشرين من يوليو، مما أدى إلى هطول أمطار غزيرة ووقوع فيضانات مفاجئة.

## الإستعدادات والتأثير

### نيويورك

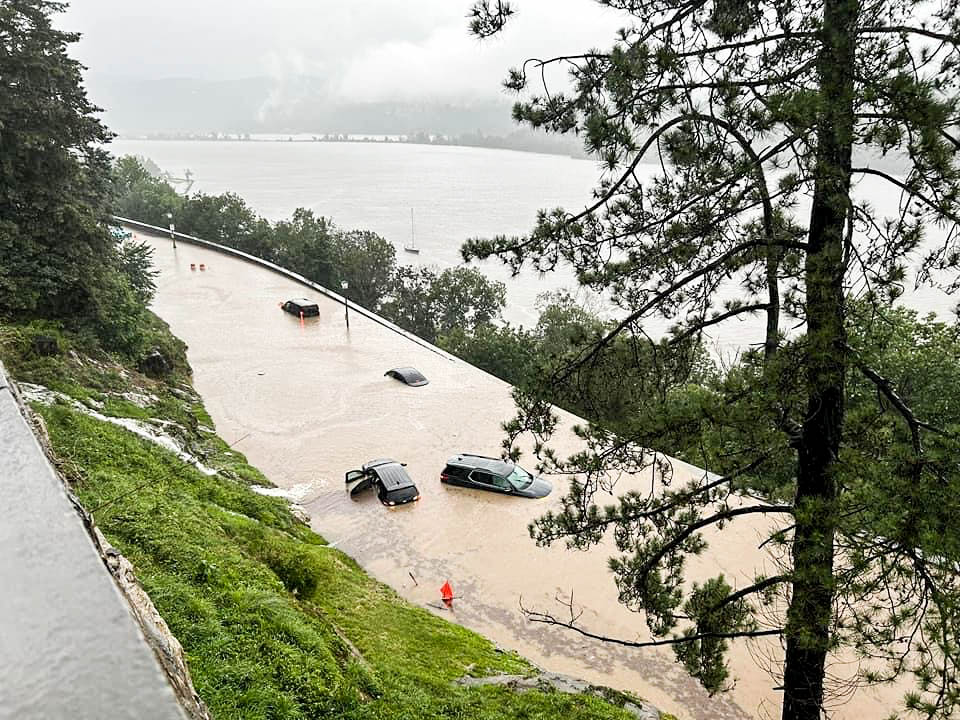
طريق مغمور بالمياه في مقاطعة أورانج، نيويورك، يطل على نهر هدسون

قبل الفيضانات ناشدت حاكمة الولاية كاثي هوكول الناس الانتباه إلى الأحوال الجوية وظروف الطرق.
شهدت الأكاديمية العسكرية الأمريكية فيضانات عارمة أدت إلى غمر المركبات وإجبار سائقيها على السباحة للنجاة بأنفسهم. اضطرت فرق الإنقاذ إلى التدخل لإنقاذ العالقين في المياه. وأدت الانهيارات الطينية والطرق المغمورة بالمياه إلى إصدار بلدة كورنوال تحذيرات بمنع السفر. كما تعرضت أجزاء من طريق الولايات المتحدة رقم 9W وطريق باليسادز السريع بين الولايات للغسل والانهيار، مما أدى إلى إغلاقهما. وشملت الأضرار كذلك جرف أجزاء كاملة من طريق نيويورك رقم 218. وامتدت الفيضانات لتغمر المناطق القريبة من نهر هدسون ووادي هدسون، مما استدعى إعلان حالة طوارئ استثنائية للفيضانات المفاجئة. وتوقف قطار أمتراك المتجه إلى مدينة نيويورك في بوكيبسي بسبب تقارير عن غسل مسارات القطار جنوب بوكيبسي، مما أدى إلى قطع الوصول إلى المدينة وعكس مسار القطار إلى راينكليف. كما تم تعليق خدمة أمتراك بين مدينة نيويورك وألباني،  وكذلك بين مدينة نيويورك وبيرلينغتون في ولاية فيرمونت. وفي مقاطعة ساراتوغا غمرت المياه طريق الولايات المتحدة رقم 4 وطريق نيويورك رقم 32 بارتفاع بلغ 2 قدم (61 سـم) نتيجة الأمطار الغزيرة.
تعرضت خدمة قطارات مترو-نورث على خط هدسون بين محطتي كروتون-هارمون وبوكيبسي للتوقف التام، وذلك بسبب سقوط الأشجار وتضرر المسارات الحديدية. وقد جاء هذا التوقف نتيجة للأمطار الغزيرة التي هطلت على المنطقة، مما دفع حاكم ولاية نيويورك، كاثي هوشول، إلى إعلان حالة الطوارئ في مقاطعة أورانج. وشهدت مقاطعة أورانج هطول أمطار غزيرة بلغت 8 بوصة (200 مـم)، مما تسبب في فيضانات واسعة النطاق، لا سيما في مدينتي هايلاند فولز وويست بوينت الواقعتين في أقصى الشرق من المقاطعة. وقد وصلت الفيضانات في ستوني بوينت إلى حد استدعى إجراء عمليات إنقاذ عبر القوارب، حيث غمرت المياه العديد من المنازل والحدائق. كما شهدت هايلاند فولز فيضانات عارمة أدت إلى غمر العديد من الشوارع، وتعطلت حركة المرور على الطريقين 87 و"يو إس 6" بسبب ارتفاع منسوب المياه. ولم تقتصر الآثار السلبية للأمطار على قطاع النقل البري فحسب، بل امتدت إلى قطاع النقل البحري، حيث تعطلت خدمة العبارات بين نيوبورج وبيكون في العاشر من يوليو. كما تعرضت مسارات السكك الحديدية التابعة لشركة CSX للتلف في عشرة مواقع مختلفة، مع غسل أجزاء من المسارات بين سيلكيرك ونيوجيرسي. وشهدت الطرق في كارمل غسلًا مماثلاً.
شهدت مطارات نيويورك ومن بينها مطار لاغوارديا ومطار جون إف كينيدي، إلغاء ألف رحلة وتأخير أكثر من 200 رحلة أخرى، بسبب الأمطار الغزيرة التي اجتاحت المنطقة. كما أدت الأمطار في ذا برونكس إلى تأخير مباراة البيسبول بين فريقي نيويورك يانكيز وشيكاغو كابز في منطقة برونكس. وفقدت امرأة في الثالثة والأربعين من عمرها حياتها بعد أن جرفتها مياه الفيضانات في هايلاند فولز.
قدرت الحاكمة هوشول الخسائر المادية الناجمة عن هذه الكارثة بأكثر من 37 مليون دولار، وهو الحد الأدنى لتفعيل الإجراءات الفيدرالية للكوارث. ومن جانبه أعلن عضو مجلس الشيوخ الأمريكي تشاك شومر أن الخسائر في ويست بوينت وحدها تجاوزت 100 مليون دولار، وفقًا لتقديرات فيلق المهندسين بالجيش الأمريكي.
شهدت منطقة نيويورك الحضرية، ولا سيما لونغ آيلاند، في السادس عشر من يوليو فيضانات مفاجئة جديدة. أدت هذه الفيضانات إلى توقف حركة الطائرات في مطاري لاغوارديا وجون إف كينيدي. كما وقع حادث تصادم على طريق ولاية نيويورك رقم سبعة وعشرين في ساعات الصباح الأولى من يوم الأحد، مما أسفر عن إصابة أحد رجال الشرطة وإغلاق جزء من الطريق السريع. وتسبب هطول أمطار غزيرة في تأخير مباراة البيسبول بين فريقي لوس أنجلوس دودجرز ونيويورك ميتس لأكثر من ثلاث ساعات. وفي مدينة إسليب سُجلت كمية أمطار بلغت 3.04 بوصة (77 مـم) خلال ساعة واحدة، مما أدى إلى فيضانات عمت الطرق داخل المدينة ومقاطعة سوفولك.

### فيرمونت

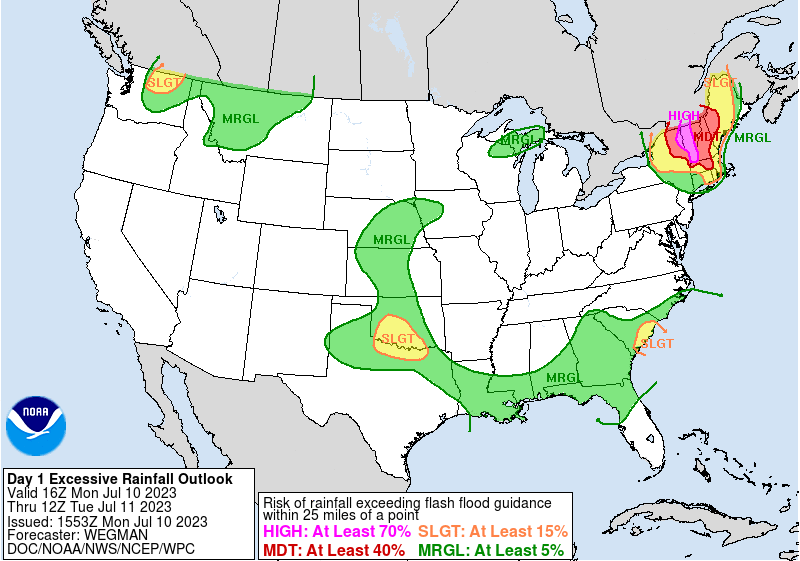
توقع مركز تنبؤات الطقس لهطول أمطار غزيرة في 10 يوليو. تضمن هذا التوقع مستوى نادرًا من المخاطر العالية من الدرجة الرابعة لغالبية ولاية فيرمونت.

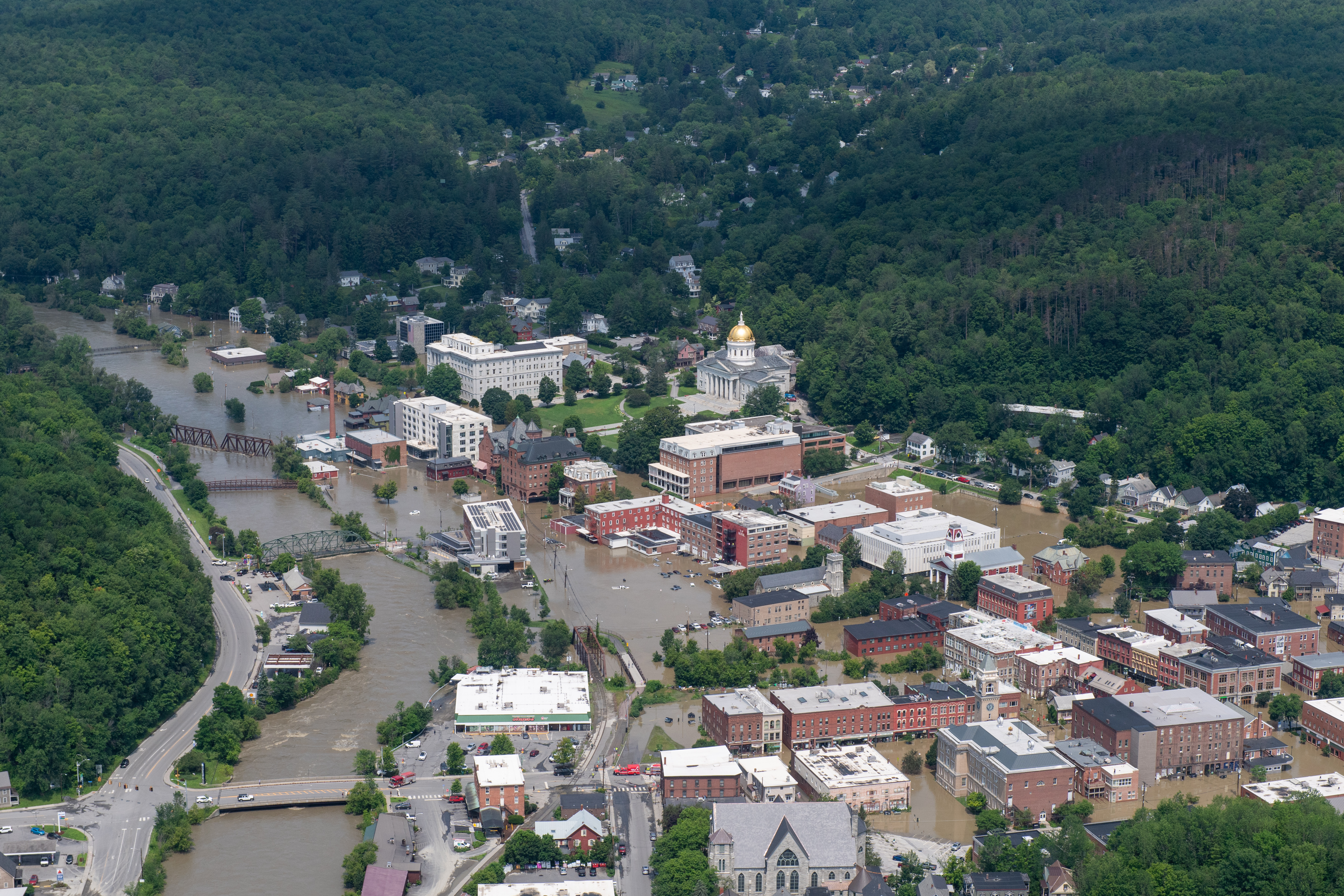
فيضانات في وسط مدينة مونتبيلير بولاية فيرمونت، كما صورها الحرس الوطني الجوي للولايات المتحدة.

شهدت ولاية فيرمونت في التاسع من يوليو عام 2023 تطورات مناخية متسارعة، حيث أعلن الحاكم فيل سكوتقانون الطوارئ تحسبًا لعواصف شديدة وفيضانات محتملة. وقد أتاح هذا الإجراء الاستباقي توفير الدعم اللازم للتعامل مع هذه الأزمة، حيث تم تعبئة الموارد من خارج الولاية للمساهمة في جهود الإغاثة والإنقاذ. وفي اليوم التالي زادت حدة التهديد بوقوع فيضانات مفاجئة، حيث أصدر مركز التنبؤ بالطقس تحذيرًا نادرًا بـ"خطر شديد" في منطقة بورلينغتون، مما يؤكد خطورة الوضع وتأثيره على المجتمع المحلي.
شهدت مدينة مونبليير فيرمونت كارثة طبيعية عارمة، حيث اجتاحت الفيضانات الشديدة المنطقة، مما أدى إلى فرض حظر على حركة المرور في شوارع وسط المدينة بالكامل. ونتيجة لتلوث مصادر المياه، تم إصدار تحذير عام لسكان المدينة بغلي المياه قبل استخدامها للشرب. كما عانت المدينة من خسائر مادية فادحة، إذ غمرت المياه العديد من المباني الحكومية، بما فيها مبنى البلدية، مما اضطر الدوائر الحكومية إلى نقل مقارها مؤقتًا. علاوة على ذلك، تعرضت العديد من الشركات والمنازل لأضرار بالغة، مما أدى إلى توقفها عن العمل، ومن الأمثلة على ذلك مبنى البريد المركزي الذي ظل مغلقًا لمدة خمسة عشر شهراً. ولم تقتصر الخسائر على الممتلكات، بل امتدت إلى النشاط اليومي لسكان المدينة، حيث أُجبر الكثيرون على مغادرة منازلهم الواقعة في المناطق المنخفضة والمناطق القريبة من نهر وينوسكي بسبب ارتفاع منسوب المياه بشكل كبير. وفي سابقة هي الأولى من نوعها، أصدرت خدمة الأرصاد الجوية الوطنية تحذيرًا من خطر الفيضانات المفاجئة في جميع أنحاء شمال نيو إنجلاند، مما يعكس شدة الكارثة. وقد أدت الفيضانات إلى شلل في حركة المرور، حيث تم إغلاق الطريق السريع 89 بالكامل بسبب الحطام المتناثر، كما تعطلت العديد من الطرق الرئيسية الأخرى، مثل طريق فيرمونت رقم 16.
شهدت مدينتا لندندري وويستون أضرارًا بالغة نتيجة الفيضانات التي اجتاحت المنطقة، حيث غمرت المياه الطرق بشكل كامل مما أدى إلى شل حركة المرور. وقد اعتُبرت هاتان المدينتان من أكثر المناطق تضررًا في الولاية، مما استدعى إجلاء أجزاء كبيرة منهما. وفاقت شدة هذه الفيضانات التوقعات حيث وصل منسوب المياه في نهر ويست إلى مستويات قياسية، مما زاد من حدة الأزمة. وقد وصف المسؤولون هذه الكارثة بأنها الأسوأ من نوعها منذ إعصار إيرين. وتعرضت العديد من المناطق الأخرى لأضرار جسيمة، حيث تم إنقاذ عدد كبير من الأشخاص بواسطة القوارب في مناطق مثل أندوفر، وذلك بعد جرف الجسر الرئيسي. كما سجلت بعض المناطق كميات أمطار غزيرة، مما أدى إلى ارتفاع منسوب المياه في السدود في كاليس بشكل كبير. وقد اضطر المسؤولون إلى اتخاذ إجراءات استثنائية للسيطرة على الوضع، حيث تم تنفيذ عمليات إنقاذ واسعة النطاق، وتقديم المساعدات الإنسانية للمتضررين.
أجبرت الفيضانات العارمة التي ضربت ولاية فيرمونت على إلغاء الجولة الثانية من بطولة سباق السيارات "سوبر ستار ريسينغ اكسبيرينس" لعام 2023 والتي كان من المقرر إقامتها على مضمار "ثندر رود" في مدينة باري في 20 يوليو. ونظرًا للظروف القاسية، تم نقل السباق إلى مضمار ستافورد للسيارات في ولاية كونيتيكت في نفس اليوم. ومن المقرر أن يستضيف مضمار "ثندر رود" السباق لأول مرة في موسم 2024.
أسفرت هذه الفيضانات عن خسائر في الأرواح، حيث لقي ثلاثة أشخاص حتفهم؛ أحدهم في مدينة باري، والآخر في نهر هنتنغتون، والثالث على طريق درب الأبالاش بالقرب من مدينة ستوكبريدج.

### كونيتيكت
عندما تطورت العواصف الرعدية في مقاطعة ليتشفيلد يومي 9 و10 يوليو، أدت الأمطار الغزيرة المصاحبة لها إلى هطول ما يقرب من 5 بوصة (130 مـم) في نورفولك، مما تسبب في فيضانات عارمة اجتاحت المدينة والمقاطعة بأكملها، مما استدعى إعلان حالة الطوارئ نتيجة لشدّة الفيضانات. جرفت مياه الفيضان جزءًا من الطريق 272 في نورفولك، وأُغلقت العديد من الطرق الرئيسية الأخرى في كونيتيكت بسبب الفيضانات، بما في ذلك أجزاء من الطريق السريع الأمريكي السابع والطرق 63 و126. وأجبرت الفيضانات والأشجار المتساقطة على إغلاق الطرق في غرينتش، ودانبري، ونيو ميلفورد، ونيو لندن، وريدجفيلد،  وأُجلي العديد من المنازل في كينت بسبب الفيضانات. وأُصدرت العديد من التحذيرات من الفيضانات المفاجئة في أجزاء من مقاطعات فيرفيلد وهارتفورد وميدلسكس ونيو لندن. وتسببت الفيضانات المفاجئة أيضًا في إغلاق متنزه جيه. أ. مينيتو الوطني ومتنزه إنديان ويل الوطني. وشهدت الأجزاء الشمالية الغربية من الولاية أشد هطول للأمطار، حيث سُجلت 10.3 بوصة (260 مـم) في نورفولك و5.52 بوصة (140 مـم) في وارن في 9 يوليو.
تسبب هطول أمطار غزيرة إضافية في 16 يوليو في حدوث فيضانات عارمة اجتاحت أرجاء الولاية، مما أدى إلى إغلاق مزيد من الطرق وتضرر البنية التحتية على نطاق واسع. وكانت هيئة الأرصاد الوطنية قد أصدرت تحذيرًا من الأعاصير شمل كامل الولاية في اليوم السابق، مما زاد من مخاوف حدوث عواصف رعدية مصحوبة بأمطار غزيرة. وقد اضطر مطار تويد نيوهيفن إلى الإغلاق مؤقتًا بسبب الفيضانات،  كما أغلقت أجزاء من الطريق السريع الأمريكي 44 والطرق 17 و167 في ولاية كونيتيكت، بالإضافة إلى العديد من الطرق الأخرى. وفي بريستول تم إنقاذ ستة أشخاص من سياراتهم التي غمرتها المياه، بينما حُوصرت مركبات أخرى في واتربوري بسبب الفيضانات. وجرف نهر كونيتيكت المتدفق امرأة تم إنقاذها لاحقاً،  وتسبب في أضرار جسيمة لحوالي ألفي فدان من الأراضي الزراعية على طول النهر بالقرب من غلاستنبري. كما فاض نهر بيقابك، مما أدى إلى تضرر جسر طريق كونيتيكت 229 بالقرب من تقاطعه مع الطريق 72. وفي وولكوت، انهار جزء من جسر إثر فيضان بركة نتيجة الأمطار الغزيرة. بالإضافة إلى ذلك تسبب انفجار صغير ناجم عن العواصف المسببة للفيضانات في أضرار متفرقة بالأشجار والإضاءة في ويذرزفيلد. وقد أدت هذه الظروف المناخية القاسية إلى إلغاء مهرجان موسيقى الجاز في هارتفورد، حيث سجلت مقاطعة هارتفورد أعلى معدلات هطول للأمطار، حيث بلغت كمية الأمطار في إحدى المناطق 3.38 بوصة (86 مـم). وبشكل عام، بلغت الخسائر المادية الناتجة عن الفيضانات والأحوال الجوية السيئة خلال اليومين 1.68 مليون دولار.
بعد مرور خمسة أيام، هطلت أمطار غزيرة نتيجة لتطور عواصف رعدية اجتاحت أرجاء الولاية. وقد صدرت تحذيرات من عواصف رعدية شديدة شملت كافة مقاطعات ولاية كونيتيكت الثمانية، إذ اشتدت بعض العواصف وترافقت مع رياح عاتية. وتسببت هذه العواصف في أضرار بالغة بالأشجار وخطوط الكهرباء في العديد من المدن، من بينها شابلن، وناوغاتوك، وسكوتلاند، وويندهام. كما لوحظت فيضانات في المناطق المحيطة بمطار هارتفورد-برينارد، وفي مدينة إيست هارتفورد. وشهد يوم 29 يوليو تطورًا آخر للعواصف رعدية، حيث صدرت تحذيرات من الأعاصير شملت مقاطعتي تولاند وويندهام، ورُصدت سحابة قمعية في مدينة ستورس. وتسببت الرياح العاتية المصاحبة لهذه العواصف في أضرار مادية بلغت قيمتها الإجمالية 61,500 دولار في يومي 21 و29 من يوليو، منها 44 ألف دولار في 21 من يوليو وحده.

### ماساتشوستس
حذر مركز التنبؤ بالطقس من حدوث فيضانات مفاجئة في الأجزاء الغربية من الولاية في 9 يوليو، وأشار إلى احتمال هطول أمطار غزيرة بدرجة معتدلة. وفي ذات اليوم غمرت المياه أجزاء من طريق ماساتشوستس رقم 57 في تولاند، وتجمعت المياه في الأقبية بالجزء الشمالي الغربي من الولاية. وفي نورث آدامز أدت الأمطار الغزيرة إلى غمر عشرين طريقًا، من بينها طريق ماساتشوستس رقم 8 الذي تشكلت فيه حفرة كبيرة. كما عانت المدينة من انهيارات أرضية وتضررت مقبرة هيل سايد التاريخية. وارتفع منسوب نهر ميل، وهو أحد روافد نهر كونيتيكت الواقع في مقاطعة هامبشاير بالقرب من نورثهامبتون، مما أدى إلى غمر العديد من المنازل وإجلاء السكان في ويليامزبرغ. وتجاوز نهر كونيتيكت نفسه منسوبه، وغمرت مياهه المزارع القريبة من أمهرست،  بينما أدت الأمطار الغزيرة إلى تجاوز سد نهر بالقرب من مونتاغو، حيث زاد معدل تدفق المياه العشرة أضعاف، ليصل إلى 10,000 قدم مكعب (280 م3) في الثانية. وحدث فيضان لنهر ديرفيلد أيضًا، مما أدى إلى إغلاق الطرق والجسور في غرينفيلد. وتركزت معظم الأمطار الغزيرة في الأجزاء الشمالية والشمالية الغربية من الولاية، بالقرب من حدود ولايتي فيرمونت ونيويورك، حيث سجلت كونواي 4.58 بوصة (116 مـم)، وآشفيلد 4.12 بوصة (105 مـم) من الأمطار. وأعلنت تسع مدن في الأجزاء الغربية من الولاية حالة الطوارئ نتيجة للفيضانات يومي التاسع والعاشر من يوليو، من بينها آشفيلد، وهيث، وهينسديل.
حذرت السلطات المُتخصصة في 15 يوليو من الفيضانات وشمل التحذير جميع أجزاء الولاية عدا المناطق الجنوبية الشرقية. وفي اليوم التالي وبعد الظهر مباشرة، مُدد التحذير ليشمل نفس المناطق تقريبًا، ولكن هذه المرة لتحذير من الأعاصير، وذلك نظرًا لارتباط النشاط الإعصاري بالعواصف الممطرة الغزيرة. نتجت عن الأمطار الغزيرة فيضانات عارمة أدت إلى عرقلة حركة المرور في نفق على الطريق السريع الأمريكي رقم 20 بمدينة ووستر. كما اضطرت فرق الطوارئ لضخ المياه من العديد من الأقبية المغمورة في مدينة فيتشبورغ. وقد تسببت الفيضانات في بتدمير الطرق والساحات، وألحقت أضرارًا مادية بالغة وواسعة النطاق. بالإضافة إلى ذلك أدت إلى انقطاع إمدادات الغاز بسبب الأضرار التي لحقت بالشبكة، وتسببت في تشققات كبيرة في الرصف الطرقي في كل من فيتشبورغ وستوربريدج.
كما غمرت مياه الفيضانات عددًا كبيرًا من المركبات في مختلف أنحاء الولاية، بما في ذلك بعض المركبات على طريق ماساتشوستس رقم 68 في هوباردستون. وتدفقت مياه الأمطار الغزيرة إلى جزء من ميناء بوسطن، مما أدى إلى تلوث المياه وتسبب في إعلان حالة الطوارئ الصحية وحذر السكان من لمس المياه لمدة 48 ساعة. وفي حادثة مماثلة، تسرب نحو 90,000 غالون أمريكي (340 م3) من مياه الصرف الصحي غير المعالجة والنفايات في مدينة غرينفيلد، وتدفقت هذه المياه إلى نهر غرين ثم إلى نهري ديرفيلد وكونيتيكت. وكان نهر كونيتيكت قد تأثر بالفعل بتسرب آخر لمياه الصرف الصحي في 15 يوليو، حيث تدفق أكثر من 6,542,156 غالون أمريكي (24,764.75 م3) من المياه الملوثة إلى النهر في مناطق متعددة من مدينة هوليوك. تسببت الفيضانات في خسائر فادحة، حيث دمرت نحو 2,000 فدان من المحاصيل الزراعية في 75 مزرعة، مما أسفر عن خسائر مالية تقدر بـ 15 مليون دولار. كما توفيت امرأة بعد انزلاق سيارتها على الطريق السريع رقم 93 في ويلمنجتون. بالإضافة إلى ذلك تسبب خط عاصف مرتبط بالنظام الذي أنتج الفيضانات في إعصار من الدرجة EF0 في شمال بروكفيلد، مما أدى إلى أضرار طفيفة في الأشجار. تم صدرت عدة تحذيرات من الأعاصير منها في ماساتشوستس ونيوهامبشاير.
تأثرت أجزاء من الولاية، بما في ذلك منطقة بوسطن الكبرى، بفيضانات مفاجئة في الحادي والعشرين من يوليو. أدت الأمطار الغزيرة الاستثنائية إلى تعليق مباراة البيسبول بين بوسطن ريد سوكس ونيويورك ميتس في الشوط الرابع، حيث غمرت المياه المدرجات في ملعب فينواي بارك. سجل مطار لوجان الدولي هطولًا بلغ 1.75 بوصة (44 مـم) في غضون ساعة واحدة. وفي الغرب، تسببت الفيضانات المفاجئة في العديد من المدن والبلدات في إغلاق العديد من الطرق، بما في ذلك أجزاء من الطريق السريع الأمريكي الأول والخامس، وعدد من طرق ولاية ماساتشوستس. كما غمرت المياه العديد من المركبات في الطرق ومواقف السيارات. وشهدت مقاطعة فرانكلين أشد هطول للأمطار، حيث سجلت كونواي 7 بوصة (180 مـم)، ومونتاغو 5.41 بوصة (137 مـم). وأدت الأمطار الغزيرة إلى تدفق 9,000,000 غالون أمريكي (34,000 م3) من مياه الصرف الصحي، بعضها غير معالج، إلى نهر تشارلز، مما أثر على محمية أليف بروك القريبة. وتوقفت خدمة قطارات فيرمونتر بعد أن جرفت المياه مسارًا جانبيًا في ديرفيلد.
تسببت الفيضانات الإضافية والأضرار الناجمة عن العواصف الرعدية العنيفة في الولاية بتاريخ 29 يوليو في أضرار جسيمة. ففي منطقة روكسبوري، غمرت المياه العديد من المركبات التي حاولت عبور الطرق الغارقة. وفي مدينة كامبريدج أدت الظروف الجوية السيئة الناتجة عن العواصف إلى انقلاب سيارة على ميموريال درايف، مما أسفر عن إصابة سائقها بجروح بالغة. كما غمرت مياه الصرف الصحي طريق ماساتشوستس 9 شرقًا في مدينة نيوتن نتيجة لفيضانات ناجمة عن الأمطار الغزيرة، في حين غمرت المياه جزءًا من الطريق السريع 93 في حي دورشيستر بمدينة بوسطن. وفي قناة فورت بوينت، تسببت الأمطار الغزيرة في تصريف المجاري، مما أدى إلى تدفق مياه الصرف الصحي إلى القناة وإلى شرق بوسطن وأجزاء من ميناء بوسطن، مما دفع لجنة الصحة العامة في بوسطن إلى إعلان حالة طوارئ صحية. وعلى نطاق أوسع في منطقة بوسطن الكبرى، غمرت المياه العديد من الطرق، بما في ذلك شارع بيكون وستوررو درايف في بروكلين، وشارع موريسي بوليفارد في دورشيستر، وجادة كومنولث. أدى ذلك إلى تعطل العديد من المركبات في مياه الفيضانات هناك. وفي حين كان إنذار بالفيضانات المفاجئة ساري المفعول بمدينة بوسطن، تسببت الفيضانات في تأخير حركة قطارات المترو الأخضر التابعة لهيئة النقل في ماساتشوستس بين محطتي كليفلاند سيركل وكوليدج كورنر. وفي أندوفر هطلت أمطار غزيرة بلغت 3.18 بوصة (81 مـم)، بينما بلغت في بوسطن 3 بوصة (76 مـم). وإلى جانب عدة إنذارات بالفيضانات المفاجئة، صدرت كذلك إنذارات بأعاصير وعواصف رعدية شديدة في أنحاء الولاية. وقد تسببت العواصف في إعصار قصير الأمد من الدرجة EF0 في فوكسبوروبمقاطعة نورفولك أسقط الأشجار. وبلغت الخسائر المادية نتيجة العواصف في 29 يوليو ما لا يقل عن 15.5 ألف دولار، منها 5 ألف دولار بسبب إعصار فوكسبورو. وقد أسقطت الرياح القوية الأشجار وخطوط الكهرباء، مما تسبب في انقطاع التيار الكهربائي عن حوالي ألف مشترك في الأجزاء الجنوبية الشرقية من الولاية، وتركز معظمها في مقاطعة بليموث.

### نيو هامبشاير
شهدت أجزاء واسعة من الولاية، لاسيما المناطق الجنوبية الغربية والغربية والشمالية، فيضانات عارمة خلال يومي التاسع والعاشر من يوليو، مما أسفر عن خسائر فادحة. في مدينة سوينزي، تحولت الشوارع إلى أنهار جارفة، إذ جرفتها المياه أو غمرتها بالكامل، مما أدى إلى شل حركة المرور وقطع الطرق. ولم يقتصر الأمر على ذلك، بل تعرض معسكر ديني كبير لأضرار بالغة نتيجة الفيضانات، حيث تم إجلاء المئات بعد أن غمرت المياه أرجاء المخيم والممرات المؤدية إليه. وفي مدينة وينشستر سُجلت أضرارًا جسيمة إذ جرفت المياه جزءًا طويلًا من طريق نيو هامبشاير 10، مما تسبب في قطع الاتصال بين المناطق وتعطيل حركة المرور لعدة أيام. كما انهار سد فورست ليك، مما أدى إلى انخفاض حاد في منسوب المياه في البحيرة المجاورة. وفي السياق ذاته تأجلت سباقات "ناسكار كرايون 301" بسبب الفيضانات المفاجئة التي ضربت المنطقة في 16 يوليو. شهدت مدينة مانشستر فيضانات غمرت الطرق والأقبية ومواقف السيارات، مما أدى إلى تدمير العديد من المركبات وتعطيل الحياة اليومية. كما تعرضت الأرصفة في مدينة هيلزبورو لأضرار بالغة نتيجة الضغط الشديد للمياه. ونتيجة لهذه الأحداث، تم إصدار تحذيرات متكررة من الفيضانات المفاجئة في مختلف أنحاء الولاية، حيث تجاوز عدد التحذيرات الصادرة خلال شهر يوليو 2023 جميع السجلات المسجلة سابقًا.

### رود آيلاند

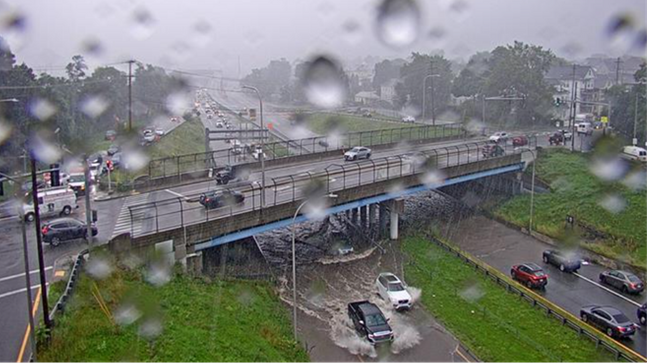
تم التقاط الفيضانات على الطريق رقم 10 في رود آيلاند من كاميرا المرور التابعة لإدارة النقل في رود آيلاند في 10 يوليو

عندما كان تحذير الفيضانات ساري المفعول في كامل الولاية يومي 9 و10 يوليو، أُغلق جزء من طريق رود آيلاند 10 مؤقتًا في بروفيدنس بسبب الفيضانات. ووردت تقارير عن فيضانات كبيرة على طريق رود آيلاند 146 شمال بروفيدنس، كما حدثت فيضانات مفاجئة في عدة مواقع في الولاية، بما في ذلك بروفيدنس، وإيست بروفيدنس، وكراستون. وفي تقاطع شارع في بوتكيت، غمرت مياه الفيضانات المركبات وأدت إلى تعطيلها. وقدمت شرطة ولاية رود آيلاند المساعدة للمركبات المتعطلة، بينما استخدمت كاسحات الثلوج في بروفيدنس لدفع مياه الفيضانات عن الطرق. كما صدرت تحذيرات من الفيضانات شملت أجزاء من مقاطعات بريستول، وكنت، وبروفيدنس، وواشنطن.
في 16 يوليو أُغلق طريق 10 مرة أخرى لنفس السبب، كما أُغلق جزء من الطريق السريع 95. غُمرت عدة طرق في إيست بروفيدنس وكراستون، بينما كانت المناطق الأخرى مثل بوتكيت، وسنترال فولز، وواريك أقل تأثرًا. وفي فوستر سقطت شجرة على الطريق السريع 6. في 27 يوليو صدرت تحذيرات من الفيضانات والعواصف الرعدية الشديدة مع تقدم العواصف عبر الولاية، وتسببت رياح العواصف الرعدية الضارة في أضرار مادية بلغت 2,300 دولار في مختلف أنحاء الولاية. وبعد يومين تسببت جولة إضافية من العواصف الرعدية الشديدة في أضرار رياح إضافية بلغت 800 دولار.

### بنسلفانيا
أصدرت الهيئة الوطنية للأرصاد الجوية تحذيرًا من خطر الفيضانات في أجزاء من المناطق الوسطى والشرقية من الولاية يوم الثامن من يوليو، حيث أشارت توقعات مركز التنبؤ بالطقس إلى احتمال هطول أمطار غزيرة بكميات كبيرة في تلك المناطق. وفي مقاطعة مونتغمري، اضطرت السلطات إلى إغلاق جزء من الطريق السريع الشرقي بولاية بنسلفانيا مؤقتًا، وذلك بعد أن أدت الأنقاض إلى انسداد مصارف مياه الأمطار المجاورة، مما تسبب في فيضانات غمرت الطريق السريع. كما أسفرت الفيضانات عن نزوح ما لا يقل عن أربعين شخصًا في مدينة ريدينج، مما استدعى تنفيذ عمليات إنقاذ باستخدام القوارب. وفي مطار ريدينج الإقليمي، سجلت محطات الرصد هطول أمطار غزيرة بلغت 5.32 بوصة (135 مـم) في يوم التاسع من يوليو، متجاوزة بذلك الرقم القياسي السابق لهطول الأمطار في يوم واحد والذي سجل في عام 2004. وفي منطقة ويست لون، هطلت كميات كبيرة من الأمطار بلغت حوالي 7 بوصة (180 مـم) خلال 24 ساعة، بينما غمرت المياه أجزاء من منطقة فيلادلفيا. غمرت مياه الفيضانات وأعاقت العديد من المركبات في كونشوهوكن، وبلدة أبر ميريون، وأجزاء من مقاطعة بيركس، وسقطت أسلاك الكهرباء في الموقعين الأولين. أُغلِق ما يقرب من 300 طريق في الولاية بسبب الفيضانات، بما في ذلك طريقي بنسلفانيا 12 و222. جرفت الفيضانات الطرق في كواكرتاون، مما استدعى تنفيذ عملية إنقاذ واحدة على الأقل بالمياه. أُجِلت مباراة البيسبول بين فريقي يورك ريفولوشن وليكسينغتون كاونتر كلوكس نتيجة للأمطار الغزيرة. تسببت الفيضانات بتاريخ 9 يوليو في أكثر من 12 ألف انقطاع للكهرباء وخسائر بسيطة للأعمال التجارية بلغت ما لا يقل عن 100 ألف دولار.
في 15 يوليو تسببت عاصفة رعدية في هطول أمطار غزيرة على بلدة أبر ماكيفيلد في مقاطعة باكس، مما أدى إلى فيضانات مفاجئة. وجرفت المياه جسرًا هناك نتيجة لفيضان نهر ديلاوير، مما أدى إلى غرق العديد من المركبات، وتسبب في وفاة سبعة أشخاص. وأُغلق طريق بنسلفانيا 532، وهو الطريق الذي وقع فيه الحادث، لمدة أسبوعين بعد الفيضانات. بالإضافة إلى ذلك، هطلت كمية كبيرة من الأمطار بلغت 7 بوصات (180 ملم) خلال 45 دقيقة في المنطقة المحيطة. وسقطت أمطار غزيرة إضافية في السادس عشر من يوليو، مما أدى إلى تأجيل مباراة البيسبول الكبرى بين فريقي فيلادلفيا فيليز وسان دييغو بادريس. وتأثرت أجزاء أخرى من الولاية بالفيضانات في نفس اليوم، خاصة في مقاطعة نورثهامبتون، حيث حدثت فيضانات مفاجئة شديدة بلغت أضرارها 7.55 مليون دولار. وبشكل عام فقد بلغت أضرار الأحوال الجوية القاسية خلال الأيام الثلاثة بما في ذلك تلك الناجمة عن الفيضانات قرابة 10.184 مليون دولار، وتسببت في سبع وفيات وخمس إصابات خلال فترة 21 يومًا بدأت في التاسع من يوليو. 

### نيوجيرسي

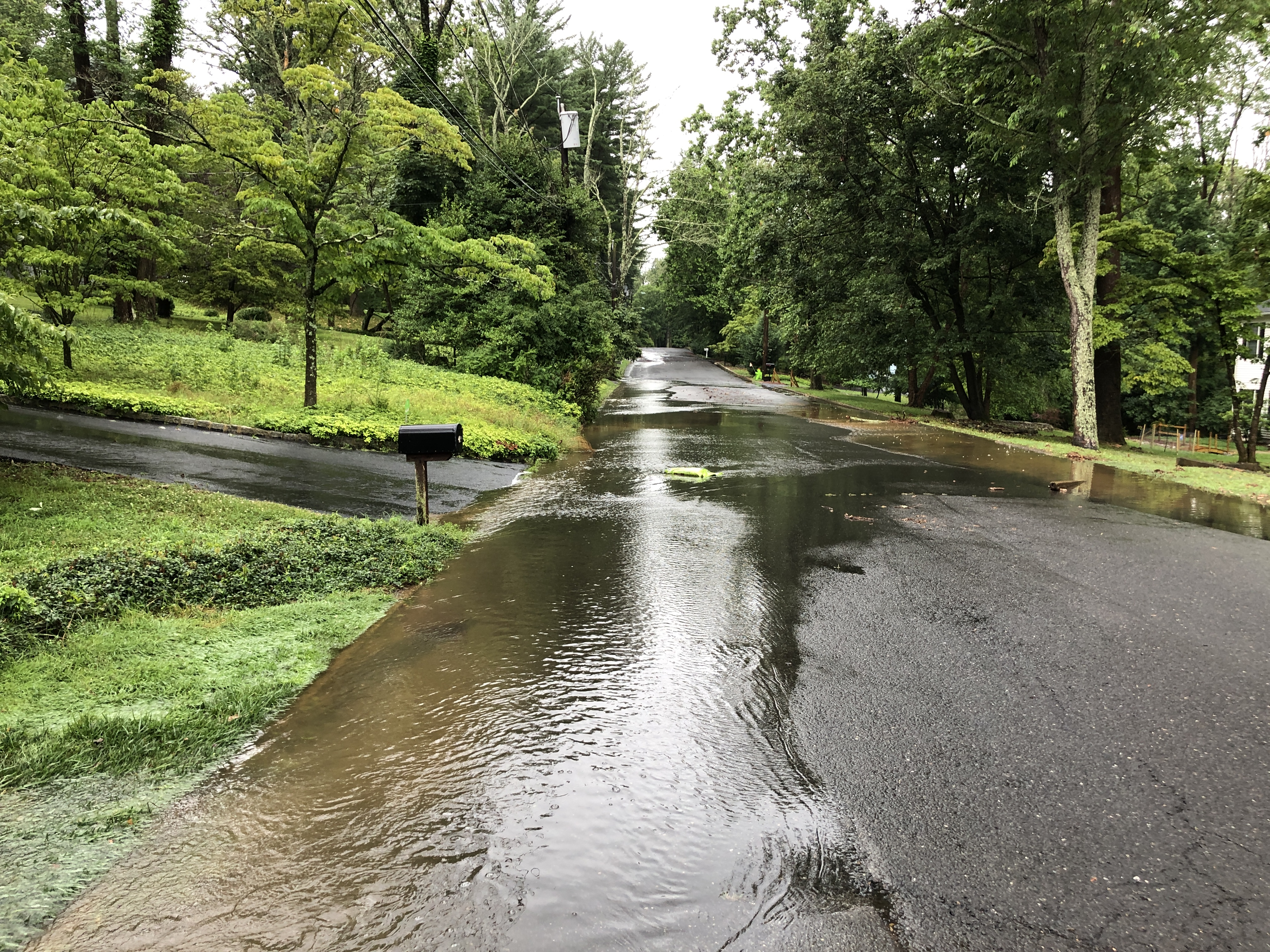
طريق غمرته المياه في بلدة إيوينج في 15 يوليو

شهدت جميع مقاطعات الولاية تحذيرات من الفيضانات في 9 يوليو. غطى خطر معتدل من هطول أمطار غزيرة معظم أجزاء نيو جيرسي وفقًا لتوقعات مركز التنبؤ بالطقس. كما حذر مركز التنبؤ بالعواصف من عواصف رعدية شديدة في 14 مقاطعة. وصلت مياه نهر رامابو وفرع نهر راريتان الشمالي وفرع نهر راريتان الجنوبي إلى مراحل فيضان طفيفة نتيجة الأمطار الغزيرة التي هطلت في يومي التاسع والعاشر من يوليو. بدأ توقف أرضي في مطار نيوآرك ليبرتي الدولي في 9 يوليو، وتم إلغاء حوالي أربعمائة رحلة هناك في اليوم التالي. غمرت المياه العديد من الطرق الرئيسية في الولاية، بما في ذلك طرق نيو جيرسي 44 و49 و94، والطريق السريع 22 حيث أغلق أحد ممراته الثلاثة المتجهة غربًا بالقرب من فيليبسبرغ. صدرت تحذيرات من الفيضانات المفاجئة في أجزاء من نيو جيرسي؛ سجلت كليفتون أعلى نسبة هطول للأمطار حيث بلغت 5.22 بوصة (133 مـم).
بدءًا من 13 يوليو وحتى 16 يوليو، شهدت أجزاء من الولاية هطول أمطار غزيرة متواصلة. أدى ذلك إلى إغلاق جزء من الطريق السريع 46 في مقاطعة وارن إثر انهيار أرضي على جانب الطريق. لم يُعاد فتح الطريق حتى 30 يوليو بعد إصلاح وتحسين مناطق التصريف، وإزالة حوالي 5,000,000 رطل (2,300,000 كـغ) من الحطام الذي كان منتشرًا على الطريق. سجلت بعض المناطق في المقاطعة أكثر من 7 بوصة (180 مـم) من الأمطار، مما أدى إلى حدوث انهيارات طينية تسببت في تضرر العديد من المنازل وجعلها غير صالحة للسكن، بما في ذلك عدة منازل نتيجة للانهيار الأرضي على الطريق السريع 46. أسفرت هذه الظروف الجوية القاسية عن نزوح حوالي 100 شخص في مختلف أنحاء المقاطعة.
أُغلق الطريق السريع رقم 1 بالقرب من إديسون، إذ غمرت المياه جميع مساراته، مع ورود أنباء عن غرق العديد من المركبات في الطريق. سُجلت كمية هطول أمطار إجمالية بلغت 12.24 بوصة (311 مـم) على مدار ثلاثة أيام في بلدة وايت، منها 7.24 بوصة (184 مـم) في 15 يوليو. بلغ عدد انقطاعات الكهرباء في جميع أنحاء الولاية حوالي 15,000 انقطاع، منها 1,500 انقطاع في مقاطعة وارن. وفي مطار نيوارك ليبرتي الدولي، أُلغيت 367 رحلة وتأخرت 477 رحلة أخرى يوم 16 يوليو. وبلغت الخسائر المادية الناتجة عن الرياح العاتية المصاحبة للعواصف الرعدية الشديدة في جميع أنحاء الولاية 13 ألف دولار. ونظرًا للأحوال الجوية السيئة والفيضانات، أعلن حاكم الولاية فيل ميرفي حالة الطوارئ. وفي 28 يوليو طلب ميرفي أيضًا من الرئيس جو بايدن الموافقة على إعلان الولاية في حالة كارثة، والتي قُبلت في 14 أغسطس.

## ما بعد الفيضانات

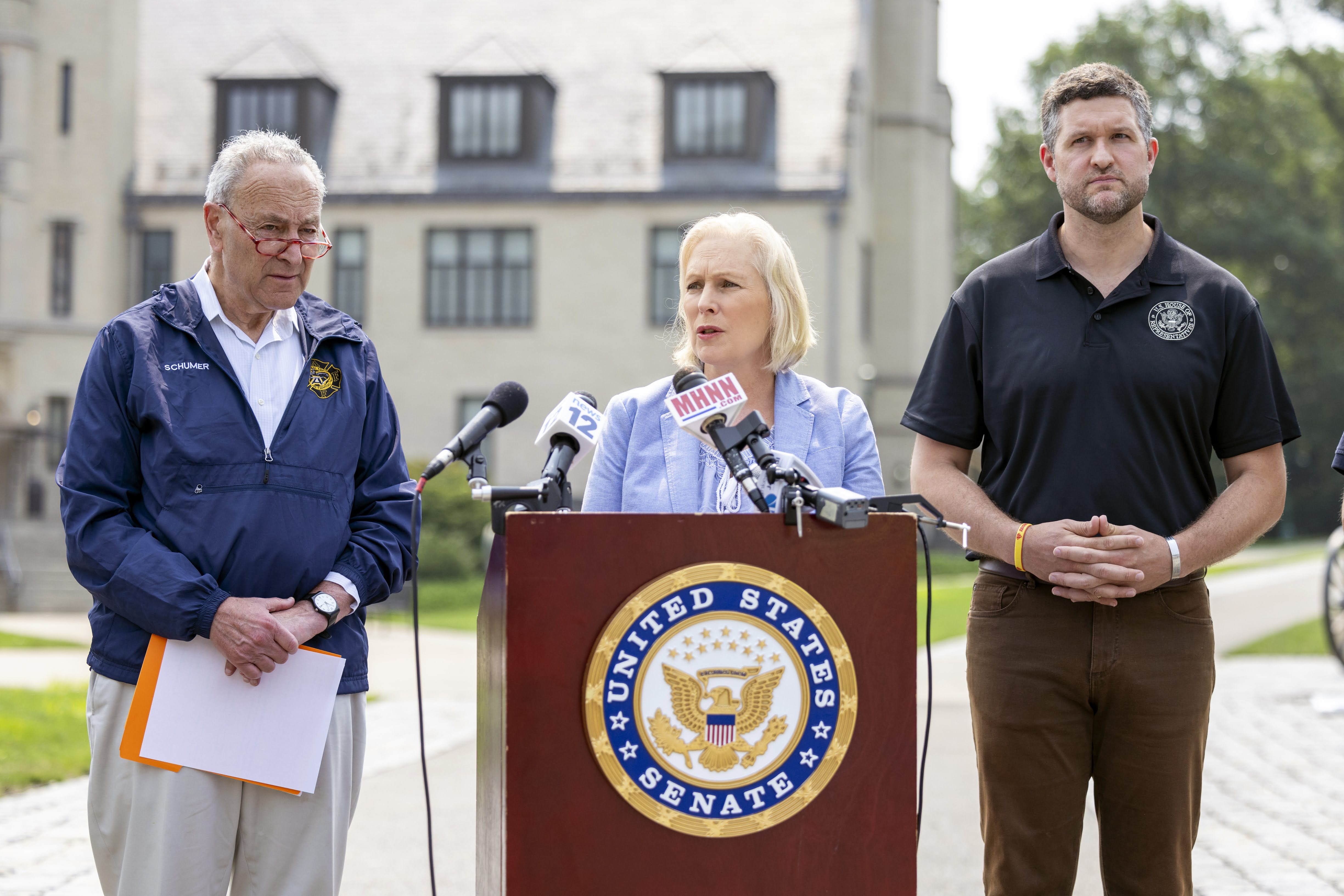
تحدث عضوا مجلس الشيوخ الأمريكي من نيويورك تشاك شومر وكيرستن جيليبراند وممثل نيويورك في الدائرة الانتخابية الثامنة عشرة بات رايان في الأكاديمية العسكرية الأمريكية بعد جولة تفقدية للأضرار الناجمة عن العاصفة.

افتتح الصليب الأحمر الأمريكي ملجأً لإيواء المشردين وتوفير مستودع للإمدادات الضرورية في هايلاند فولز، نيويورك. كما أسهم الصليب الأحمر الأمريكي وإدارة الإطفاء في ريدينج في عمليات الإنقاذ المائية في ريدينج، بنسلفانيا، وفتحت مدرسة ابتدائية أبوابها كمأوى طارئ في المدينة. وبسبب أضرار العاصفة، أُغلق منتزها بير ماونتن ستيت وهاريمان ستيت. وفتحت باري أبواب ملجأ طارئ. أعلن الرئيس جو بايدن حالة الطوارئ في فيرمونت وأمر بتقديم المساعدة الفيدرالية لدعم جهود الإغاثة.
في 11 يوليو قام حاكم ولاية نيو هامبشاير كريس سونونو بجولة تفقدية للمناطق المتضررة من الفيضانات، شملت سد فورست،  وبدأت الوكالة الفيدرالية لإدارة الطوارئ بتقييم الأضرار في نيو هامبشاير، بما فيها بلدة أنترم. وفي 12 يوليو قامت حاكمة ولاية ماساتشوستس مورا هيلي بجولة تفقدية لأضرار الفيضانات في مدينة ويليامزبرغ، وقدمت المساعدات الحكومية. كما أجرت هيلي اتصالًا بوكالة إدارة الطوارئ في ماساتشوستس لمناقشة تداعيات الفيضانات.
في 16 يوليو قام حاكم ولاية كونيتيكت نيد لامونت بجولة في مدينة بريستول بولاية كونيتيكت، وأعلن أن المهندسين سيقيّمون الأضرار التي لحقت بالطرق. وفي 17 يوليو أُجريَت جولة جوية لعضوي مجلس الشيوخ الأمريكي عن ولاية نيويورك، تشاك شومر وكيرستن جيليبراند، وممثل منطقة الكونغرس الثامنة عشرة في نيويورك، بات ريان، فوق الأكاديمية العسكرية للولايات المتحدة والمناطق المحيطة بها، لتفقد الأضرار التي خلفتها العاصفة.
في الأول من أغسطس صنفت وزارة الزراعة سبع مقاطعات في ماساتشوستس كمناطق منكوبة. وفي نفس اليوم، أرسلت وكالة إدارة الطوارئ في تينيسي فردين إلى فيرمونت للمساعدة في جهود الإغاثة في أعقاب الفيضانات. وفي اليوم التالي وقعت حاكة ماساتشوستس هيلي ميزانية تكميلية قدرها 20 مليون دولار لمساعدة المزارع المتضررة من الفيضانات في الولاية. وفي الثالث من أغسطس زار السيناتور الأمريكي إد ماركي المناطق التي غمرتها الفيضانات في مدينة كونواي بولاية ماساتشوستس، وأعلن عن مشروع قانون خاص بالمناخ.
كما جمعت فرقة "فيش" الموسيقية من ولاية فيرمونت أكثر من 3,500,000 دولار عبر حفلات خيرية لدعم جهود الإغاثة من الفيضانات في الولاية.